# 2024年世界水泳選手権東ティモール選手団
2024年世界水泳選手権東ティモール選手団は、2024年2月2日から2月18日までカタールのドーハで開催された第21回世界水泳選手権の東ティモール選手団、およびその競技結果。

## 選手団
- 人員: 選手 2人

## 選手名簿・結果
| 選手                 | 種目           | 予選      | 予選  | 準決勝   | 準決勝   | 決勝     | 決勝     |
| 選手                 | 種目           | 結果      | 順位  | 結果     | 順位     | 結果     | 順位     |
| -------------------- | -------------- | --------- | ----- | -------- | -------- | -------- | -------- |
| ジョラニオ・グテレス | 男子50m自由形  | 30秒06    | 113位 | 予選敗退 | 予選敗退 | 予選敗退 | 予選敗退 |
| ジョラニオ・グテレス | 男子100m自由形 | 1分09秒84 | 107位 | 予選敗退 | 予選敗退 | 予選敗退 | 予選敗退 |
| イメルダ・シメンス   | 女子50m自由形  | 棄権      | 棄権  | 予選敗退 | 予選敗退 | 予選敗退 | 予選敗退 |
| イメルダ・シメンス   | 女子100m自由形 | 1分15秒56 | 81位  | 予選敗退 | 予選敗退 | 予選敗退 | 予選敗退 |